# Andorra Adelante
Andorra Adelante (en catalán: Andorra Endavant) es un partido político andorrano fundado el 18 de noviembre de 2021 por la diputada Carine Montaner Raynaud, que anteriormente abandonó el partido Tercera Vía.

## Historia
En septiembre de 2021, la diputada Carine Montaner abandonó  Tercera Vía y anunció la creación de su propio partido.
El 18 de noviembre de 2021, Montaner anunció oficialmente la creación del partido Andorra Adelante. Montaner ha explicado en una nota de prensa que "el ADN del partido" se basa en seis puntos y sitúa en primer lugar "la libertad de las personas como un derecho fundamental lesionado en este periodo de la COVID, derecho que defenderemos a capa y espada". El resto de los elementos son la participación ciudadana, una ley de responsabilidad política, la verdadera transparencia, la separación de poderes y una reforma profunda de la justicia y la meritocracia.
En las elecciones parlamentarias de 2023, el partido obtuvo el 16% de los votos y 3 escaños en el Consejo General.